# Punta Cana

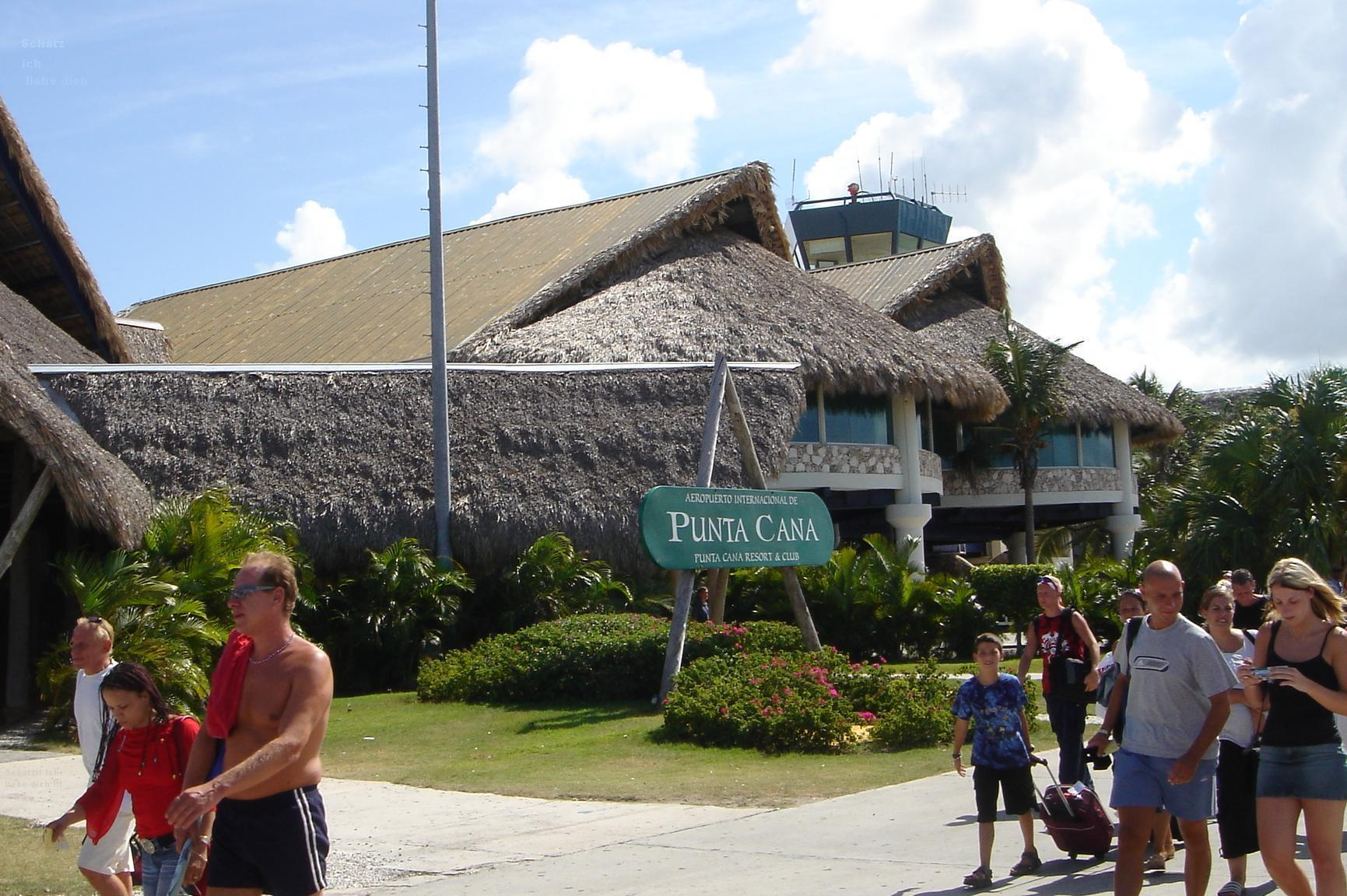
Aeropuerto Internacional de Punta Cana.

Punta Cana es una ciudad turística de rápido crecimiento demográfico e inmobiliario ubicada en el extremo este de la República Dominicana, en la provincia de La Altagracia, cuya población crece a una tasa anual del 8,17 % y asciende a los 138 919 habitantes de acuerdo con el censo de la República Dominicana de 2022, siendo el distrito municipal de mayor población del país.
En Punta Cana se encuentra el Aeropuerto Internacional de Punta Cana (PUJ), el principal aeropuerto del país, situado a unos 30 km hacia el interior, en la carretera que lleva desde Higüey hasta La Romana. Este aeropuerto recibe el 64 % de todos los vuelos que llegan al país, por lo que recibe más pasajeros que el Aeropuerto Internacional de Las Américas, situado en Santo Domingo, la capital del país.
El Aeropuerto Internacional de Punta Cana (PUJ) maneja más de 7,3 millones de pasajeros al año, siendo uno de los pocos aeropuertos internacionales del mundo de propiedad privada y el de mayor tráfico en la República Dominicana.
Administrativamente, Punta Cana forma parte del distrito municipal de Verón-Punta Cana, perteneciente al municipio de Higüey. Este distrito tenía según el censo de 2010 una población de 43 982 habitantes, de los cuales 37 286 eran del área urbana y 6696 del área rural. En esta ciudad se llevó a cabo en 2017 la Cumbre de la Comunidad de Estados Latinoamericanos y Caribeños, con la presidencia pro tempore de República Dominicana.

## Geografía
La zona de Punta Cana se inicia al norte con la playa de Arena Gorda, siguiendo después la famosa Playa Bávaro, Playa Uvero Alto, Playa Lavacama, Playa Macao y la playa de El Cortecito. Cuando se inicia la vuelta de la punta se encuentran las playas de Cabeza de Toro, Cabo Engaño, Punta Cana y Juanillo. El lateral de la zona de Punta Cana se extiende 95 km de costa. La parte de playa más extensa es la de Bávaro, considerado por el gobierno de República Dominicana como tesoro nacional por la riqueza de su flora y fauna, y por las bellezas naturales que allí se aprecian.
Las playas son de arena blanca y fina, y el mar Caribe de un suave color azul verdoso, sin alcanzar el turquesa de las playas caribeñas situadas más al sur. El mar presenta generalmente oleaje y la playa se hunde muy rápidamente en el mar. El agua siempre es transparente y abundan las algas en algunas áreas. En todo el litoral de Punta Cana y Bávaro hay 37 kilómetros de playa.
De acuerdo con el censo de 2022, Punta Cana tiene una población de 138 919 habitantes, con una tasa de crecimiento anual del 8,17 %.
El código postal de la región de Punta Cana es 23302; cada región se identifica con el primer dígito, y República Dominicana tiene un total de nueve regiones postales.

### Playas

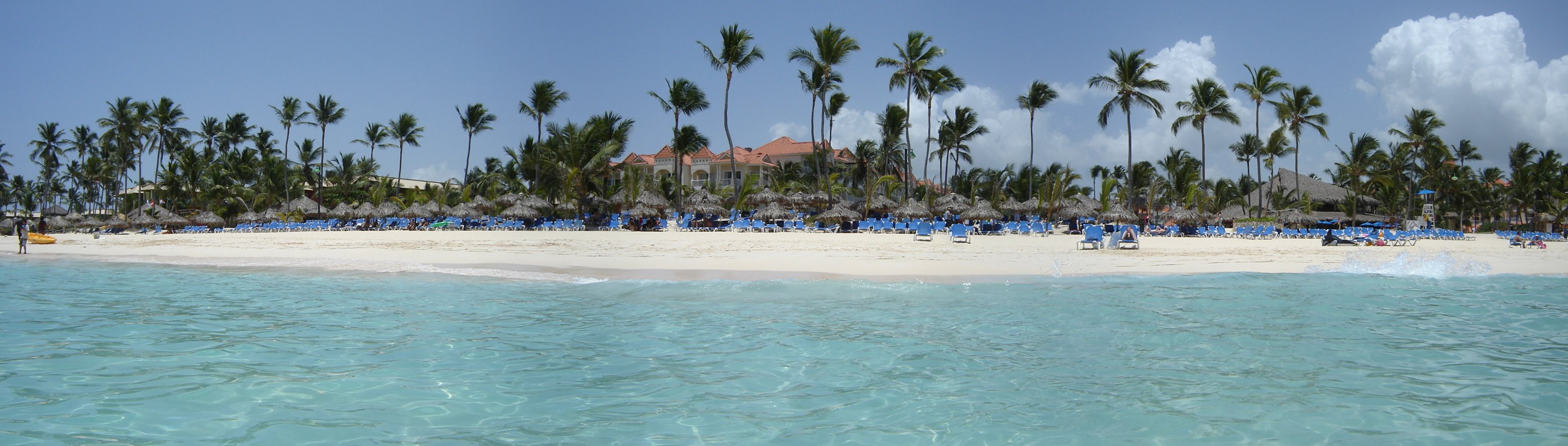
Vista panorámica de una playa de Punta Cana.

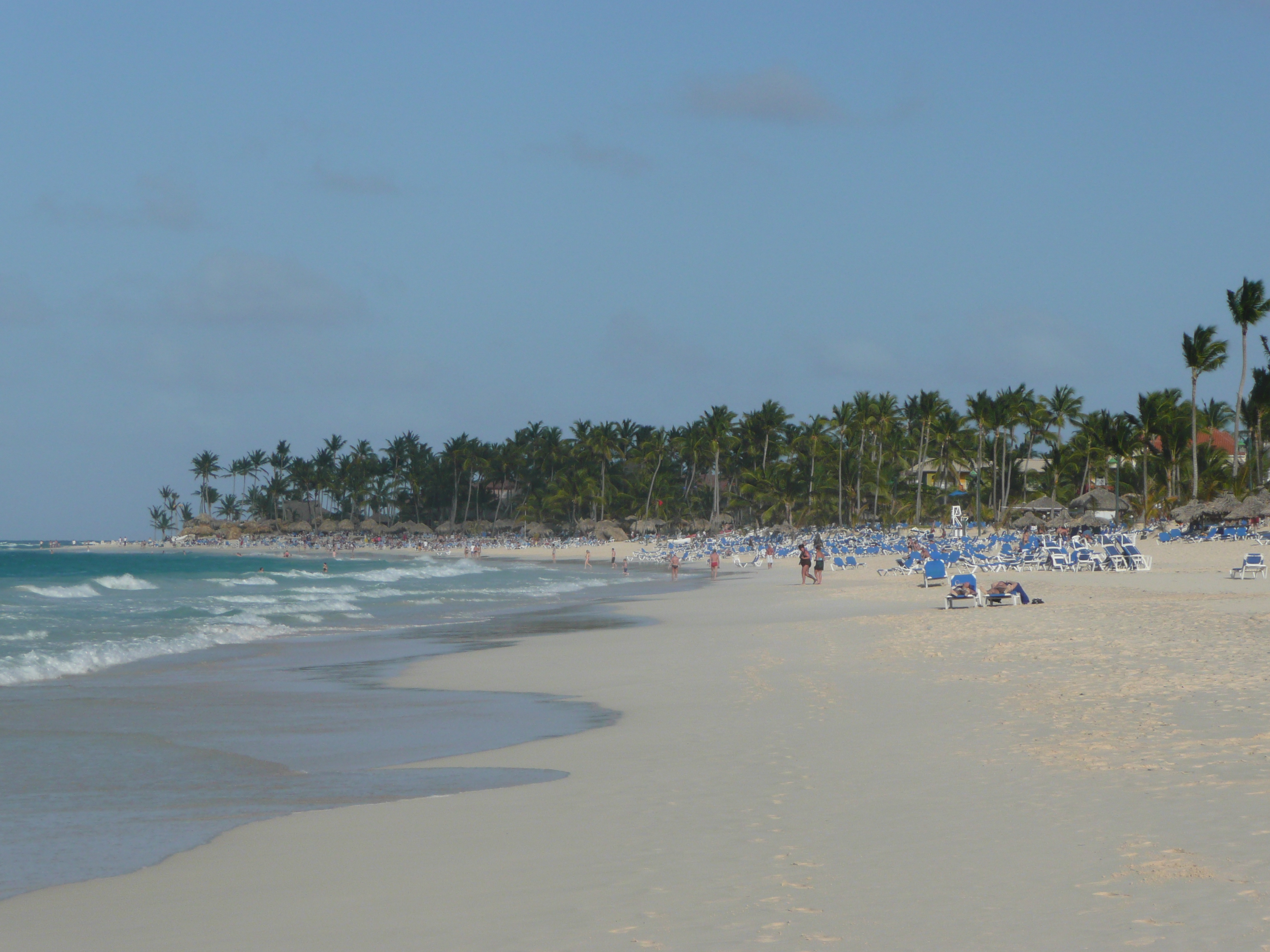
Vista hacia el sur a lo largo de la costa en Punta Cana.

La zona de Punta Cana cuenta con diversas playas, tales como:
- Arena Gorda
- Bávaro
- Cabeza de Toro
- Cabo Engaño
- Punta Cana[6]
- Habana
- Lavacama
- El Cortecito
- Rincón
- Juanillo
- Macao
- Limón[7]

### Clima
El clima es constante, con temperaturas medias de 26 °C, con una oscilación térmica de 24.7 °C a 27.8 °C.
| Parámetros climáticos promedio de Punta Cana     | Parámetros climáticos promedio de Punta Cana | Parámetros climáticos promedio de Punta Cana | Parámetros climáticos promedio de Punta Cana | Parámetros climáticos promedio de Punta Cana | Parámetros climáticos promedio de Punta Cana | Parámetros climáticos promedio de Punta Cana | Parámetros climáticos promedio de Punta Cana | Parámetros climáticos promedio de Punta Cana | Parámetros climáticos promedio de Punta Cana | Parámetros climáticos promedio de Punta Cana | Parámetros climáticos promedio de Punta Cana | Parámetros climáticos promedio de Punta Cana | Parámetros climáticos promedio de Punta Cana |
| Mes                                              | Ene.                                         | Feb.                                         | Mar.                                         | Abr.                                         | May.                                         | Jun.                                         | Jul.                                         | Ago.                                         | Sep.                                         | Oct.                                         | Nov.                                         | Dic.                                         | Anual                                        |
| ------------------------------------------------ | -------------------------------------------- | -------------------------------------------- | -------------------------------------------- | -------------------------------------------- | -------------------------------------------- | -------------------------------------------- | -------------------------------------------- | -------------------------------------------- | -------------------------------------------- | -------------------------------------------- | -------------------------------------------- | -------------------------------------------- | -------------------------------------------- |
| Temp. máx. media (°C)                            | 27.7                                         | 27.6                                         | 28.1                                         | 28.7                                         | 29.6                                         | 30.3                                         | 30.5                                         | 30.7                                         | 30.9                                         | 30.5                                         | 29.4                                         | 28.1                                         | 29.3                                         |
| Temp. media (°C)                                 | 24.8                                         | 24.7                                         | 25.1                                         | 25.6                                         | 26.4                                         | 27.2                                         | 27.6                                         | 27.8                                         | 27.7                                         | 27.1                                         | 26.3                                         | 25.2                                         | 26.3                                         |
| Temp. mín. media (°C)                            | 21.9                                         | 21.8                                         | 22.0                                         | 22.5                                         | 23.2                                         | 24.1                                         | 24.6                                         | 24.8                                         | 24.4                                         | 23.6                                         | 23.2                                         | 22.3                                         | 23.2                                         |
| Lluvias (mm)                                     | 66.4                                         | 54.2                                         | 54.2                                         | 69.2                                         | 124.4                                        | 103.9                                        | 78.3                                         | 103.1                                        | 101.7                                        | 152.1                                        | 116.6                                        | 78.5                                         | 1102.6                                       |
| Días de lluvias (≥ 1 mm)                         | 10.0                                         | 6.8                                          | 6.7                                          | 6.6                                          | 10.1                                         | 9.2                                          | 9.1                                          | 10.0                                         | 10.4                                         | 11.4                                         | 11.5                                         | 11.0                                         | 112.8                                        |
| Horas de sol                                     | 256.9                                        | 241.9                                        | 278.8                                        | 265.0                                        | 249.7                                        | 255.1                                        | 268.3                                        | 271.2                                        | 245.2                                        | 242.7                                        | 238.3                                        | 233.2                                        | 3046.3 :3                                    |
| Humedad relativa (%)                             | 82.8                                         | 81.4                                         | 81.2                                         | 82.1                                         | 83.0                                         | 82.2                                         | 82.3                                         | 82.6                                         | 82.5                                         | 83.0                                         | 82.2                                         | 83.2                                         | 82.4                                         |
| Fuente n.º 1: Organización Meteorológica Mundial |                                              |                                              |                                              |                                              |                                              |                                              |                                              |                                              |                                              |                                              |                                              |                                              |                                              |
| Fuente n.º 2: NOAA                               |                                              |                                              |                                              |                                              |                                              |                                              |                                              |                                              |                                              |                                              |                                              |                                              |                                              |

## Historia
En 1969 un grupo de inversionistas norteamericanos compraron en la zona 48 77 km² de tierra salvaje, jungla impenetrable a la que solamente se podía acceder por mar o aire. Al lado de la playa, con gran potencial turístico por su belleza, solamente había un par de pueblos pesqueros.... Los norteamericanos planeaban talar el bosque para exportar madera, pensando después en exportar arena blanda a Puerto Rico para usarla en la construcción. Frank Rainieri los convenció para comprar un tractor y abrir un camino para poder llegar al lugar por vía terrestre. Así lo hicieron, limpiando también un área y construyendo unas cabañitas donde poder pernoctar. También construyeron una pequeña pista de tierra para poder aterrizar en avioneta. En 1970, Rainieri cambió el nombre original del lugar, Yauya o Punta Borrachos, al no ser un nombre atractivo para fines turísticos y comerciales, por Punta Cana, más llamativo. En 1976 se construyó Altos de Chavón, una pequeña población de estilo mediterráneo construida sobre los altos del rio Chavón.
En 1978 el Club Mediterráneo París se unió al proyecto del Grupo Punta Cana S.A., al construir dentro del proyecto un hotel de 350 habitaciones. Más adelante se instalaron en la zona de Bávaro el Grupo Barceló y Newco.  
En 1984 se inauguró el Aeropuerto Internacional de Punta Cana, mientras se desarrollaban más infraestructuras como carreteras. En 1993, se comenzó a construir el puerto deportivo Marina de Punta Cana Resort & Club. 
En 1996 se incorporaron al proyecto el diseñador de moda Óscar de la Renta y el cantante Julio Iglesias.

## Turismo
En febrero de 2023 se rompieron récords de llegada de visitas de acuerdo al ministro de turismo David Collado, en su rendición de cuentas del 27 de febrero de 2023 se le informó a los ciudadanos de República Dominicana mediante una rueda de prensa.
Con una industria turística en auge, se espera que aumente la demanda de propiedades de alquiler en Punta Cana, lo que la convierte en una excelente oportunidad para los inversores que buscan capitalizar el potencial de crecimiento de la región.
1,8 millones de turistas entraron a la isla entre enero y febrero de 2023, República Dominicana recibió 661.088 turistas en febrero de 2023, lo que representa un incremento del 17% respecto al mismo mes de 2022 y un incremento del 9% respecto a febrero de 2019. En febrero de 2023 Punta Cana recibió un mayor número de compradores de viviendas de Estados Unidos y Canadá.

## Complejos hoteleros
La principal atracción de Punta Cana es el turismo, ofreciendo una gran variedad de complejos hoteleros. Estos reciben visitas tanto de locales como de internacionales que arriban desde el Aeropuerto Internacional de Punta Cana o el Aeropuerto Internacional La Romana. Algunos de estos complejos son:
- Lopesan Costa Bávaro Resort, Spa & Casino
- The Westin Puntacana Resort & Club
- Four Points by Sheraton Puntacana Village
- Tortuga Bay Hotel Puntacana Resort & Club
- Hard Rock Hotel & Casino Punta Cana
- Grand Palladium Punta Cana Resorts & Spa
- Grand Palladium Palace Resorts & Spa
- Grand Palladium Bavaro Resorts & Spa
- Sunscape Bávaro Beach
- Sunscape Dominican Beach
- Barceló Palace Deluxe
- Paradisus Punta Cana
- AlSol Tiara Cap Cana
- Iberostar Grand Hotel Bávaro
- Zoetry Agua Punta Cana
- Sanctuary Cap Cana by AlSol
- Secrets Royal Beach Punta Cana
- AlSol Luxury Village
- Excellence Punta Cana
- Excellence El Carmen
- Dreams Punta Cana Resort & Spa
- Grand Sirenis Punta Cana Resort & Aquagames
- Paradisus Palma Real Golf & Spa Resort
- Breathless Punta Cana Resort & Spa
- Majestic Mirage
- Majestic Elegance
- Majestic Colonial
- Royalton
- Cadena Hoteles Riu
- Secrets Cap Cana (Resort & SPA)
- Nickelodeon Hotel And Resort
- Bahía Príncipe Hotel And Resort

Desde el año 2003, empresas constructoras y desarrolladoras inmobiliarias, como Vive Punta Cana y el grupo Noval, construyen y comercializan grandes complejos turísticos bajo la modalidad de condohotel (condominios de apartamentos con administración hotelera). Este tipo de desarrollos han atraído a pequeños inversionistas individuales y han aumentado la cantidad y el nivel económico de los turistas de la zona de Punta Cana, fomentando, principalmente, la nueva modalidad de alquileres a corto plazo con fines turísticos.

## Servicios

### Aeropuerto internacional de Punta Cana
El aeropuerto está construido en un estilo tradicional dominicano con terminales al aire libre con sus techos cubiertos de hojas de palmas canas. Varias líneas aéreas regulares y charter vuelan a Punta Cana; más de 7,3 millones de pasajeros (llegadas y salidas combinadas) pasan por las terminales, movidas por casi 60.000 operaciones de aviones comerciales.
Desde 2020, el Grupo Puntacana está desarrollando la Punta Cana Free Trade Zone, el primer parque logístico aéreo, marítimo y terrestre del Caribe, en colaboración con DP World Caucedo.

### Hospitales y centros de salud
Punta Cana cuenta con centros de salud para atención de locales y turistas, en los últimos años incluso se impulsó el turismo médico como complemento para el turismo. Algunos de los centros son: 
- Hospiten Bávaro
- Centro médico Punta Cana
- Hospital municipal Verón
- International Medical Center

## Ciudades hermanadas
- Encarnación, Paraguay (2015)
- Cartagena de Indias, Colombia (2019)
- Tulum, México (2022)